# Alioramus
Alioramus (/ˌælioʊˈreɪməs/; nghĩa là 'nhánh khác biệt') là một chi khủng long Theropoda Tyrannosauridae từ thời kỳ cuối kỷ Creta ở châu Á. Loài điển hình, A. remotus, được biết tới từ một hộp sọ không hoàn chỉnh và ba xương bàn chân phát hiện ở trầm tích Mông Cổ lắng đọng trong một bãi bồi khoảng 70 triệu năm trước. Loài này được đặt tên và mô tả bởi nhà cổ sinh vật học người Liên Xô Sergei Kurzanov năm 1976. Loài thứ hai, A. altai, có một bộ xương hoàn chỉnh hơn, đặt tên và mô tả bởi Stephen L. Brusatte và đồng nghiệp năm 2009. Quan hệ của nó với các chi Tyrannosauridae không rõ ràng, với vài bằng chứng ủng hộ giả thuyết Alioramus là họ hàng gần với Tarbosaurus bataar đương thời.
Alioramus đi hai chân giống mọi theropoda, và là động vật ăn thịt với những chiếc răng sắc. Các mẫu vật nhỏ hơn các Tyrannosauridae như Tarbosaurus bataar và Tyrannosaurus rex, nhưng các vì các mẫu vật đều còn non, nên khó ước tính kích thước khi trưởng thành. Việc phát hiêm Qianzhousaurus năm 2014 cho thấy Alioramus thuộc một nhánh Tyrannosauria riêng biệt. Chi Alioramus có một hàng sáu mào xương chạy trên mõm, và số răng lớn nhất trong họ tyrannosauridae.

## Mô tả

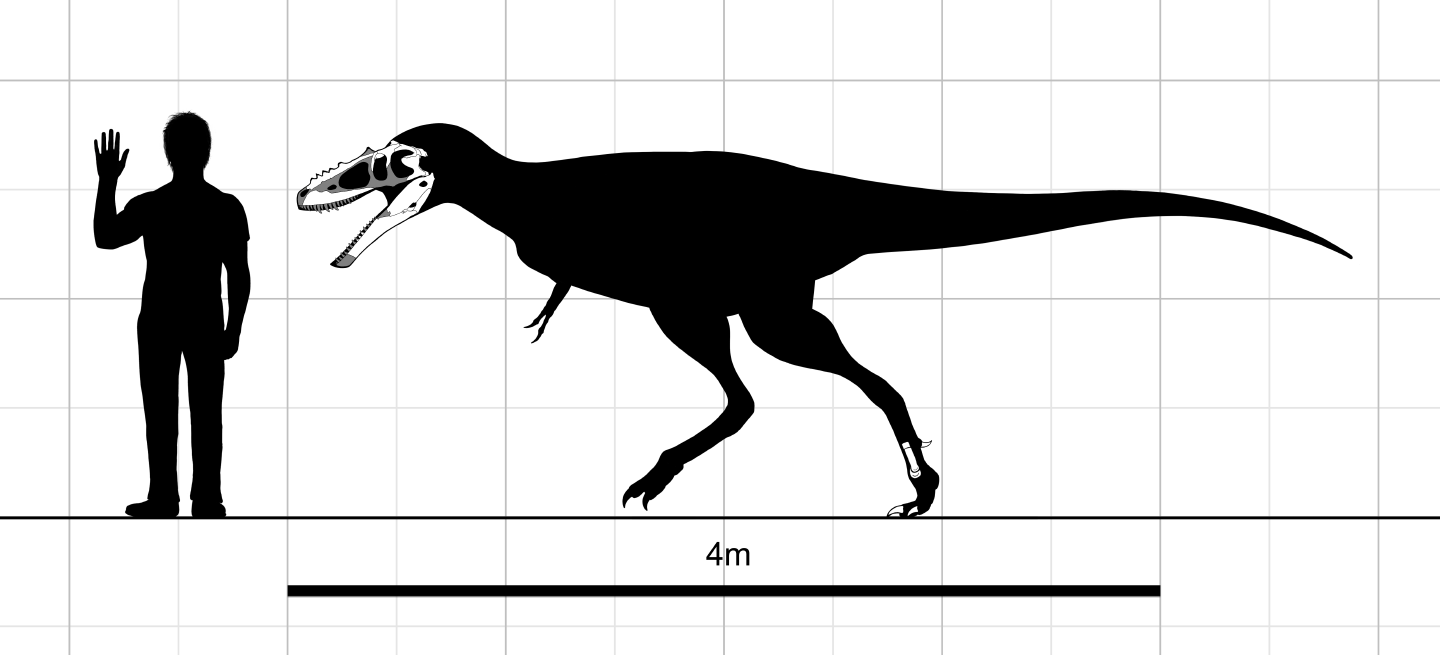
A. remotus so với một người.

Alioramus remotus được ước tính dài 5 đến 6 mét (16 đến 20 ft) ki được mô tả lần đầu bởi Sergei Kurzanov năm 1976. Kurzanov, tuy nhiên, không thấy được rằng sự kéo dài của hộp sọ là do sự biến dạng trong quá trình hóa thạch, cho thấy chiều dài thực của mẫu vật này ngắn hơn. Nếu mẫu vật này còn non, thì Alioramus trưởng thành phải lớn hơn, nhưng lại không có mẫu vật trưởng thành được biết tới.